# Carracedelo
Carracedelo es un municipio y villa española de la provincia de León, en la comunidad autónoma de Castilla y León. Se encuentra en la comarca de El Bierzo y cuenta con una población de 3423 habitantes (INE 2024). Dentro de su área municipal, en el pueblo de Carracedo del Monasterio se encuentra el Palacio Real y Monasterio de Santa María de Carracedo. Es uno de los municipios leoneses en los que se habla gallego, si bien la existencia documentada de leonesismos en la toponimia histórica del municipio, supone para algunos autores una muestra de que podría haber predominado el elemento leonés inicialmente, viéndose posteriormente desplazado por el gallego.

## Geografía
Integrado en la comarca de El Bierzo, se sitúa a 129 kilómetros de la capital leonesa. El término municipal está atravesado por la Autovía del Noroeste A-6 entre los pK 399 y 401 y por las carreteras nacionales N-6 y N-120.
Carracedelo es un municipio ubicado en plena hoya tectónica del Bierzo, entre los ríos Sil y Cúa. El relieve es predominantemente llano, con altitudes que oscilan entre los 695 metros al suroeste (Cerro de los Mudos) y los 420 metros en la ribera del río Sil. El pueblo se alza a 442 metros sobre el nivel del mar. 
| Noroeste: Toral de los Vados | Norte: Cacabelos | Noreste: Camponaraya |
| Oeste: Toral de los Vados    |                  | Este: Ponferrada     |
| Suroeste: Carucedo           | Sur: Borrenes    | Sureste: Ponferrada  |

## Historia

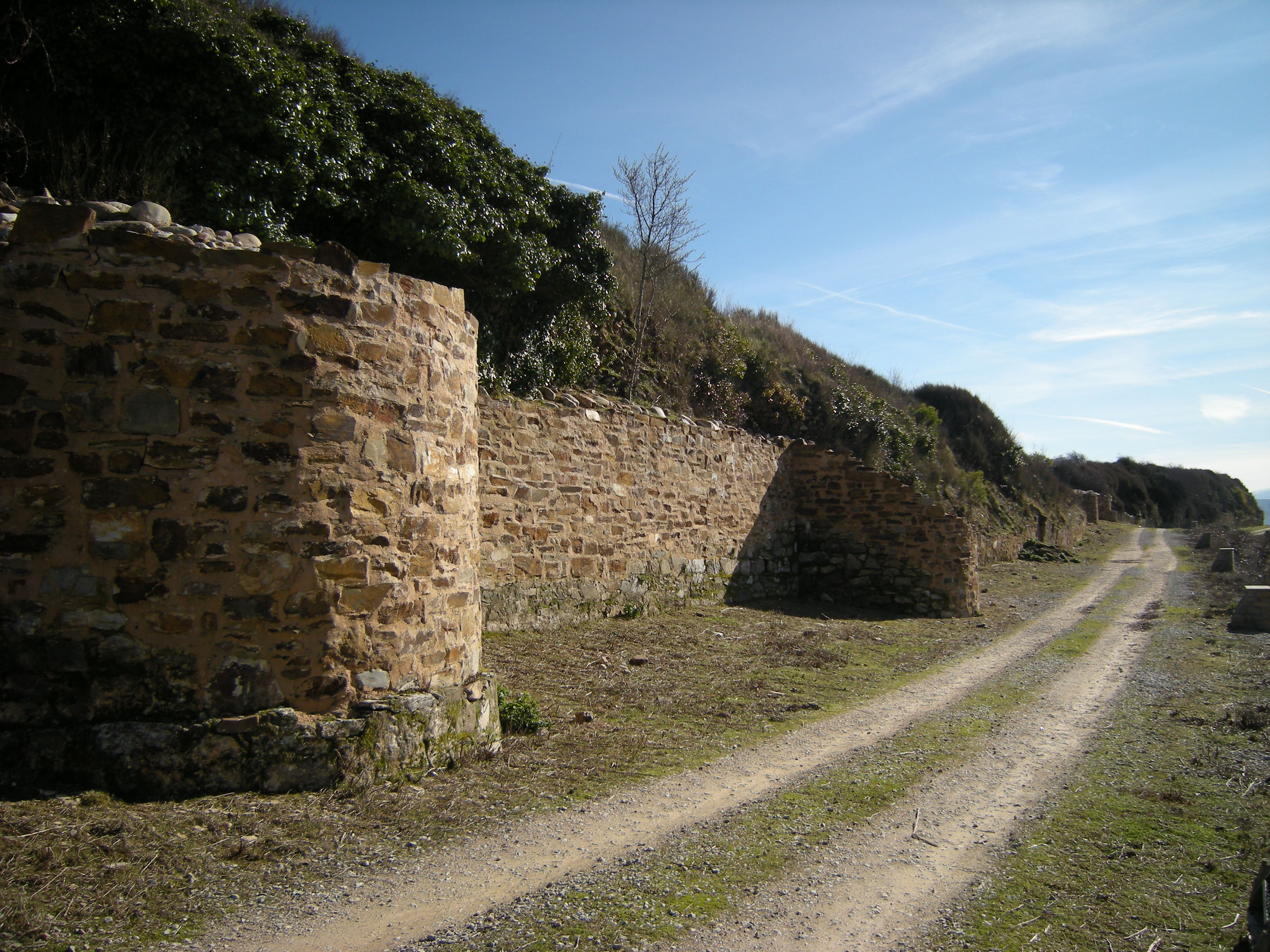
La existencia del cercano castro astur de Castro Ventosa, ocupado posteriormente por los romanos, muestra el poblamiento humano del entorno de Carracedelo en época prerromana y romana

### Época astur
Los primeros vestigios de poblamiento humano en el entorno del municipio de Carracedelo se datan en época prerromana, en la que se fecha el castro astur de El Castrelín, en la localidad de San Juan de Paluezas del municipio de Borrenes, rayana con el término de Carracedelo. Este castro estuvo habitado desde el siglo III a. C. hasta la conquista de la zona por los romanos. Asimismo, cerca del límite norte del municipio, ubicado entre los de Villafranca y Cacabelos, se encuentra el importante enclave de Castro Ventosa, cuyo origen sería la antigua ciudad-fortaleza astur de Bergdunum, rebautizada por los romanos como Bergidum Flavium.

### Época romana
Ya en época romana, se constata la presencia humana en el municipio gracias al hallazgo de sendas inscripciones romanas en las localidades de Carracedelo y Villadepalos, así como la existencia de lo que podría considerarse la villa romana rústica de Los Buracos, en Villamartín, y la de Las Cebadas, entre Villadepalos y Carracedelo.

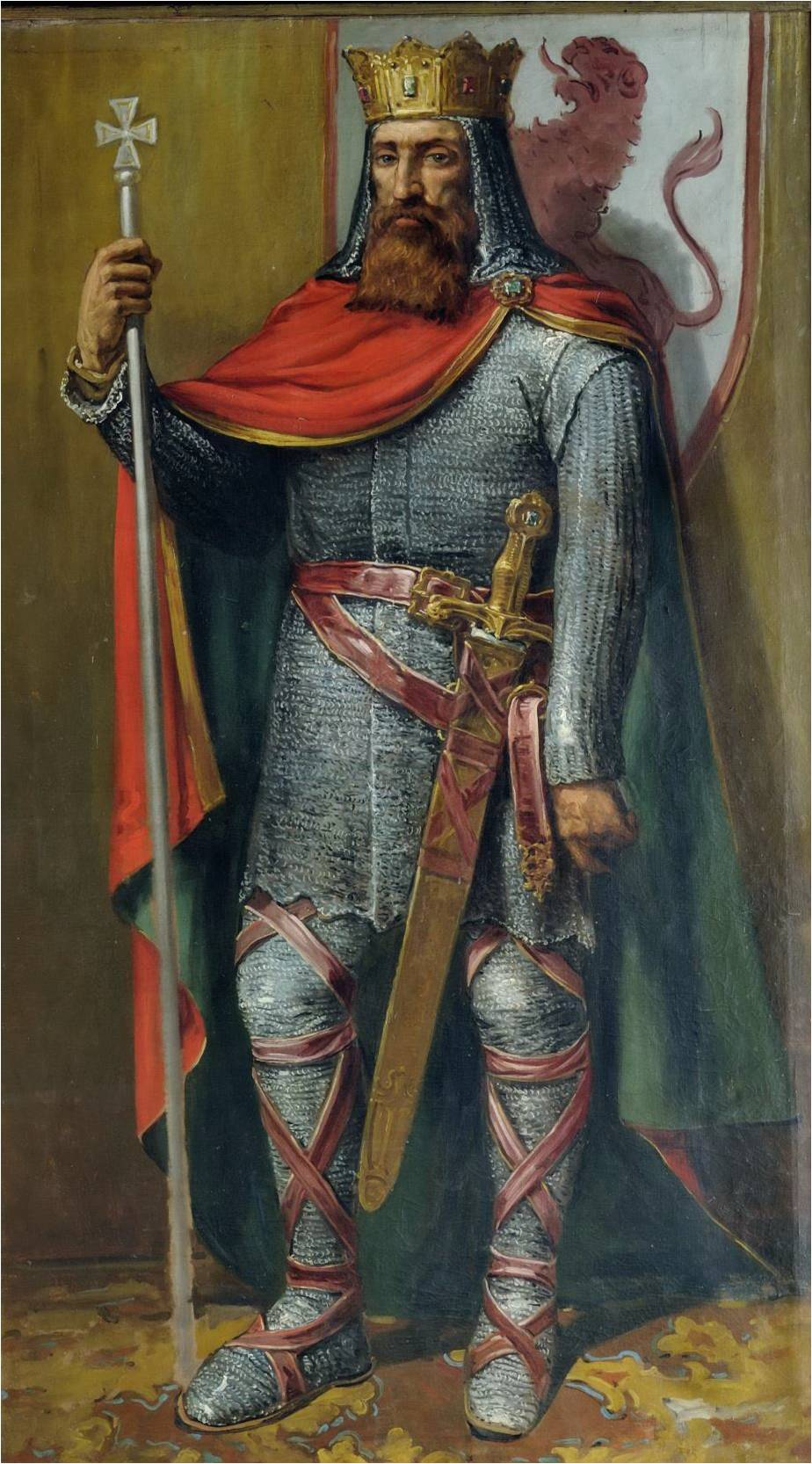
Bermudo II de León decretó la fundación del Monasterio de Carracedo en el

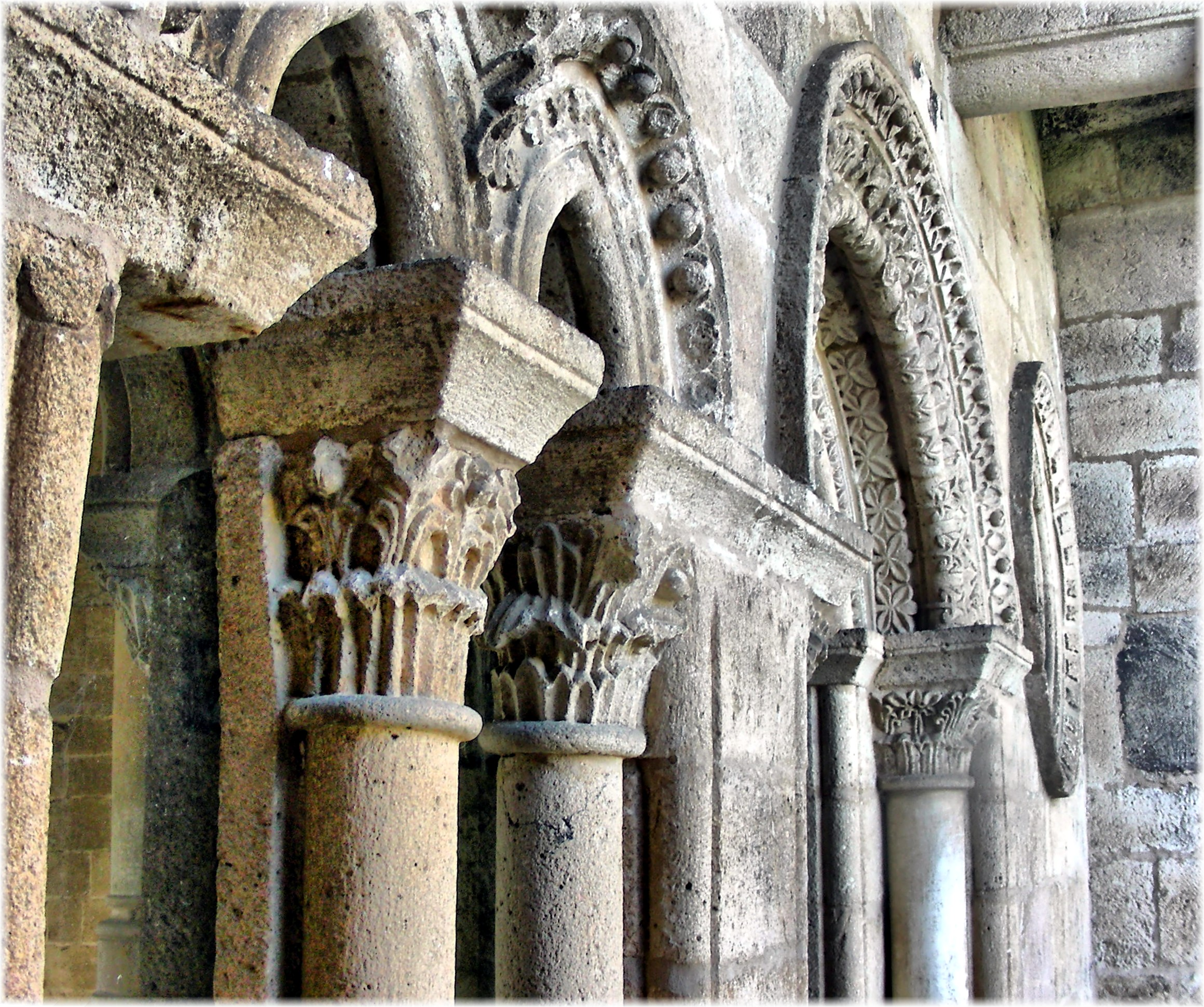
Detalle de arcos románicos en el Monasterio de Santa María de Carracedo

### Edad Media
No obstante, en lo que concierne a la fundación de las localidades que forman el municipio de Carracedelo, esta se dataría en la Edad Media (a excepción de la actual Posada), habiéndose integrado su territorio en el reino de León desde la creación de este en el año 910, en cuyo seno se habría acometido su fundación o repoblación. Así, la localidad de Carracedo aparece por primera vez en la documentación medieval en el año 957, cuando un individuo llamado Sunilano hace donación de unas propiedades en una villa en Carracedo a su hijo el presbítero Vermudo.
Es especialmente significativa para la historia del municipio la fundación del Monasterio de Santa María de Carracedo hacia el año 990 por parte del rey Bermudo II de León, cuyo objetivo principal era el de brindar refugio en él a los monjes huidos en las incursiones y conquistas del caudillo musulmán Almanzor en tierras leonesas. Así, el monarca donó unos terrenos de su villa de Carracedo, al paso del río Cúa, a los monjes benedictinos para que edificaran allí un monasterio bajo la advocación de San Salvador. La documentación de este monarca relacionada con el monasterio ofrecerá asimismo las primeras menciones escritas de las localidades de Carracedelo, Villamartín y Villadepalos a finales del siglo X.
No obstante, en el año 997 el Monasterio de San Salvador corrió la misma suerte que otros lugares del reino de León, cuando fue prácticamente destruido por Almanzor en el curso de la gran aceifa que tenía como objetivo devastar Santiago de Compostela. Al quedar arruinado, el monasterio no pudo acoger los restos del rey Bermudo II de León tras su muerte en el año 999, tal como este había dejado dispuesto en su testamento. Así, el primitivo cenobio se sumió en un periodo de precaria actividad monástica, casi de abandono, hasta que en 1138 la infanta-reina Sancha Raimúndez, hermana del rey Alfonso VII de León, dispuso la restauración del Monasterio de San Salvador, haciendo llamar para tal fin a los monjes del vecino Monasterio de Santa María de Valverde, en las inmediaciones de Corullón, encabezados por el abad Florencio. Por otro lado, cabe señalar que, al vivir en él durante largas temporadas, la infanta Sancha Raimúndez acabó convirtiendo el Monasterio en Palacio Real.
De este modo, siendo objeto de sucesivos privilegios y donaciones de concesión regia por parte de la monarquía leonesa, el cenobio de San Salvador fue prosperando, hasta convertirse en una abadía con autoridad jurisdiccional sobre una decena de monasterios benedictinos leoneses, asturianos y gallegos. Por otro lado, en 1203 la comunidad monástica de Carracedo se acogió a la Orden del Císter, cambiando la advocación del monasterio de San Salvador por la de Santa María.
Posteriormente, ya en el siglo XV, con la reducción de ciudades con voto en Cortes a partir de las Cortes de 1425, las localidades del actual municipio de Carracedelo pasaron a estar representadas por León en las Cortes de la Corona, lo que les hizo formar parte de la provincia de León en la Edad Moderna, situándose dentro de esta en el partido de Ponferrada.

### Edad Moderna
Por otro lado, debido a la adscripción territorial al reino leonés del territorio de Carracedelo desde la Alta Edad Media, durante toda la Edad Moderna las localidades que integran el municipio formaron parte de la jurisdicción del Adelantamiento del reino de León.

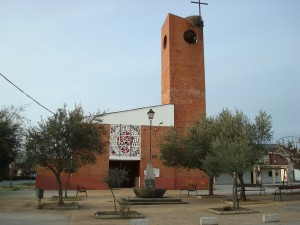
La localidad de Posada del Bierzo fue construida a partir de 1956, tras sentenciarse la anegación de Posada del Río por el embalse de Bárcena

### Edad Contemporánea
Ya en la Edad Contemporánea, en 1821 las localidades del municipio de Carracedelo pasaron a formar parte de la provincia de Villafranca, si bien al perder esta su estatus provincial al finalizar el Trienio Liberal, en la división de 1833 quedaron adscritas a la provincia de León, dentro de la Región Leonesa.
Por otra parte, la llegada del liberalismo a España conllevó la desamortización del monasterio de Carracedo en 1835, lo que hizo entrar a este monumento en una etapa de abandono, pillaje y ruina que no se detuvo hasta 1988, momento en que la Diputación Provincial de León, propietaria del monasterio junto a la diócesis de Astorga, emprendió la restauración y consolidación de las partes del edificio que se mantenían en pie, labor que concluyó en 1991.
Asimismo, cabe señalar también en el siglo XX, que la construcción del embalse de Bárcena conllevó la desaparición de la localidad de Posada del Río, para suplir la cual se decretó la creación de una nueva localidad que la sustituyese ya a salvo de las aguas, creándose la localidad de Posada del Bierzo. Así, se decretó la construcción del nuevo pueblo por concurso público, mediante anuncio publicado en el BOE el 6 de julio de 1956 y que fue resuelto con la adjudicación de la obra de construcción de la localidad a la empresa Dragados y Construcciones S.A. Por su parte, la disolución oficial de la entidad local menor de Posada del Río se decretó en 1977, atendiendo al hecho de que la localidad ya no existía, al haber sido anegada por las aguas del mencionado embalse más de una década antes.

## Demografía
Cuenta con una población de 3423 habitantes (INE 2024).
| Gráfica de evolución demográfica de Carracedelo entre 1842 y 2021                                                     |
| |
| Población de derecho según los censos de población del INE. Población de hecho según los censos de población del INE. |

#### Núcleos de población
El municipio se divide en varios núcleos de población, que poseían la siguiente población en 2017 según el INE.
| Núcleo de Población      | Población |
| ------------------------ | --------- |
| Villadepalos             | 938       |
| Carracedelo              | 857       |
| Villaverde de la Abadía  | 619       |
| Carracedo del Monasterio | 603       |
| Villamartín de la Abadía | 337       |
| Posada del Bierzo        | 146       |

## Economía
Carracedelo es un municipio eminentemente agrícola, donde se cultiva principalmente los frutales y productos de la huerta. En este sentido, la actividad agroalimentaria es el principal motor de desarrollo económico, contando con varias cooperativas de fruta en la localidad.
Por otra parte, el sector servicios también posee relevancia en el municipio, disponiendo Carracedelo de centros médicos en cada una de sus localidades, colegio rural (CRA la Abadía), farmacia, oficina de correos, instalaciones deportivas, piscina, hostales, casas rurales, restaurantes, oficinas bancarias, así como varias iglesias con servicios religiosos.
El turismo también es un sector con cierta trascendencia en el municipio, existiendo varios museos, como el Museo Natura Ibérica, dedicado a los ejemplares representativos de la fauna de la península ibérica, y el museo el Varal, museo etnográfico agrícola. En el recinto ferial se celebran eventos como la feria agroalimentaria, la feria del pimiento o Biocastanea.

## Comunicaciones
Cuenta con dos apeaderos de ferrocarril en todo el municipio, uno situado en Posada del Bierzo y el otro en Villadepalos en los que paran trenes con destino a Ponferrada, Vigo-Guixar, León entre otros.

## Administración y política
| Partido político                         | 2019  | 2019       | 2019 |
| Partido político                         | %     | Concejales |      |
| Partido Popular (PP)                     | 52,85 | 6          |      |
| Partido Socialista Obrero Español (PSOE) | 40,72 | 5          |      |
| Coalición por el Bierzo (CB)             | 3,39  | 0          |      |
| Ciudadanos (Cs)                          | 1,56  | 0          |      |

## Cultura

### Patrimonio

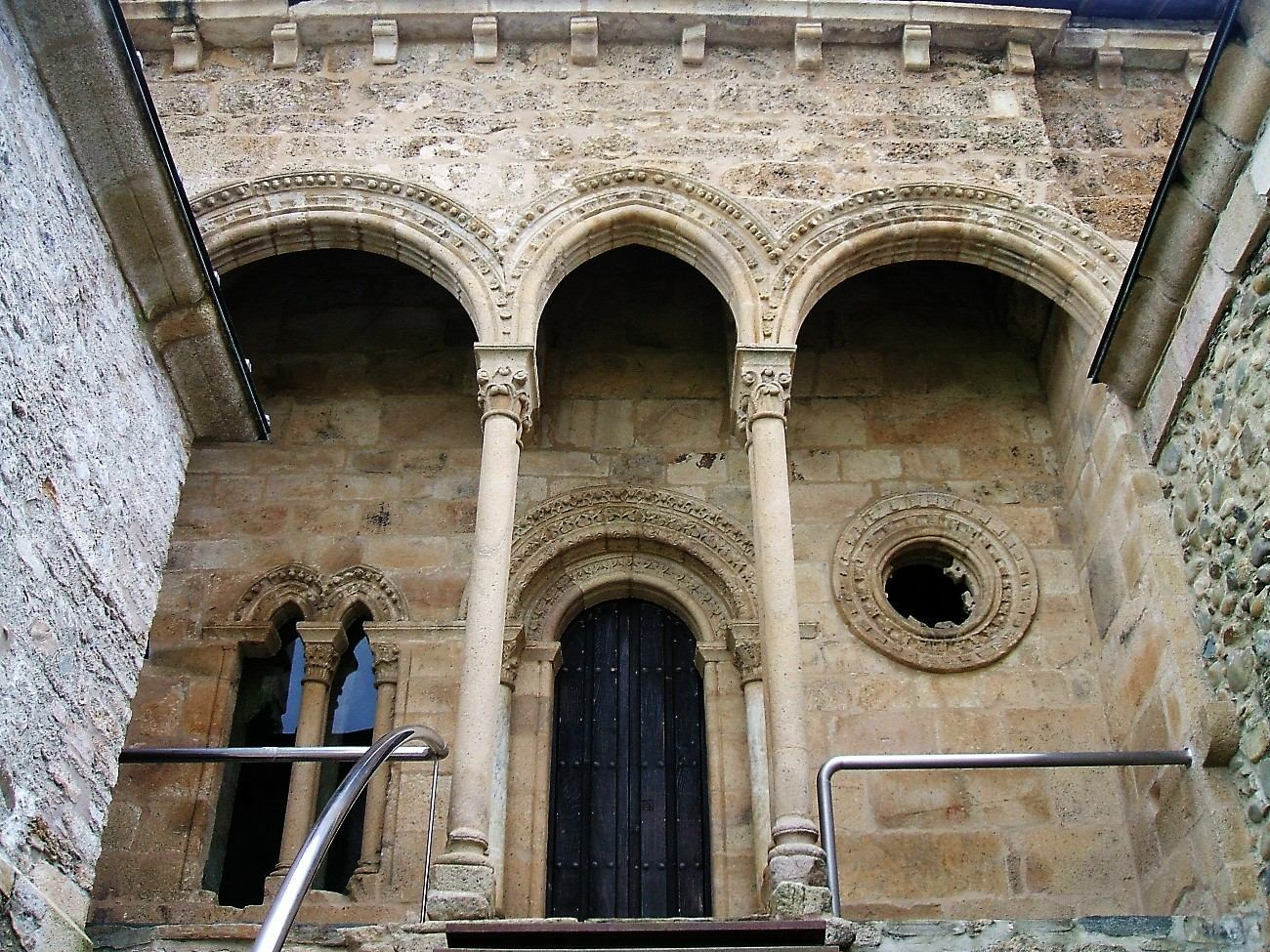
Mirador de la reina, en el Monasterio de Santa María de Carracedo

- Monasterio de Santa María de Carracedo. Construido en la Alta Edad Media por orden de la monarquía leonesa, fue declarado en 1929 monumento histórico-artístico nacional, está catalogado en la actualidad también como Bien de Interés Cultural (BIC).
- Iglesia de San Esteban de Carracedelo. Conserva la portada y puerta interior de época románica (siglo XII), presentando tanto el tejado que cubre el atrio como el artesonado del segundo tramo de la nave una decoración geométrica morisca. En su interior alberga cinco retablos barrocos.
- Iglesia de San Blas de Villaverde de la Abadía. Destaca en su interior el retablo mayor de madera, de estilo barroco, realizado por el escultor villafranquino Lucas Formente.
- Iglesia de San Pedro de Villamartín de la Abadía. Preside el templo el retablo mayor, realizado en 1759, dorándose diez años después.
- Iglesia de Santa María de Villadepalos. Se trata de una construcción moderna, tras haber sido quemada la iglesia precedente en 1936, salvándose de dicho incendio una cruz procesional del siglo XVIII y una custodia, que se encontraban entonces en la casa parroquial.
- Arquitectura tradicional. Destacan como ejemplos diversos molinos, lagares y palomares en el municipio, a los que habría que sumar la existencia de numerosas viviendas construida en arquitectura tradicional.

### Fiestas
- Carracedelo: 8 de septiembre y Corpus Christi.
- Carracedo: San Bernardo, patrón del pueblo (20 de agosto), San Juan (24 de junio, en el barrio de San Juan) y San Isidro (15 de mayo en el barrio de Las Colonias).
- Posada: San Isidro (15 de mayo).
- Villadepalos: La Magdalena (22 de julio).
- Villamartín: San Pedro (28 de junio) y Nuestra Señora del Rosario (4 de octubre).
- Villaverde: San Blás (3 de febrero) y San Roque (16 de agosto).